# Sajos
Sajos (finska: Saamelaiskulttuurikeskus Sajos, nordsamiska: Sámekulturguovddáš Sajos, enaresamiska: Sämikulttuurkuávdáš Sajos, skoltsamiska: Sääʹmkulttuurkõõskõs Sajos) är ett samiskt kulturcentrum i Enare i Finland. I Sajos inryms bland andra Sametinget, Sameområdets utbildningscentral och Samiskt arkiv.
Namnet är enaresamiska och betyder 'en plats geografiska läge'. Projektet initierades 1996 i samband med inrättandet av Sametinget. Byggnaden ritades av Halo Arkkitehdit i Uleåborg och byggdes av  Senatfastigheter. Den är i tre våningar och har en fasad av mörkt trä. Den invigdes i april 2012.